# Сух сезон
Сух сезон е ежегодно повтарящо се в течение на няколко месеца намаляване и дори спиране на валежите. Наблюдава се в субекваториалните, субтропичните и тропичните райони.
В северното полукълбо сухият сезон трае от октомври до март. По това време дъждовете са рядкост, а времето е слънчево и горещо. В април сухият сезон се сменя с дъждовния, който трае до септември. По това време в южното полукълбо започва сухият период. Засушаването предизвиква миграция на много животни като зебри, антилопи и слонове, защото по-малките езера и реки пресъхват. Поради ниската влажност и горещото време, за възможни пожари.